# Тилман, Дэвид
Джордж Дэвид Тилман (George David Tilman, при рождении Титман, Titman, род. 22 июля 1949, Орора, Иллинойс) — видный американский эколог, специалист по ботанике и биоразнообразию, занимается вопросами сохранения биоразнообразия в мире, замедления темпов изменения климата, удовлетворения человеческих потребностей в продовольствии и энергетике. Регент-профессор Миннесотского университета и директор его Cedar Creek Ecosystem Science Reserve, профессор Калифорнийского университета в Санта-Барбаре, член НАН США (2002) и иностранный член Лондонского королевского общества (2017).
Лауреат ряда высокопрестижных и международных премий.
Один из наиболее цитируемых учёных-экологов в мире, самый высокоцитируемый в 1991—2010 годах согласно Web of Science.

## Биография
Окончил Мичиганский университет (бакалавр зоологии с отличием, 1971), там же получил степень доктора философии по экологии в 1976 году, результаты своих исследований для которой опубликовал в Science.
C 1976 года преподаёт в Миннесотском университете: первоначально ассистент-профессор, с 1980 года ассоциированный профессор, с 1984 года профессор, с 1996 года заслуженный профессор, с 2002 года регент-профессор.
Также с 1992 года директор Cedar Creek Ecosystem Science Reserve и с 2012 года (перед чем годом ранее был там заслуженным приглашённым) профессор Калифорнийского университета в Санта-Барбаре, его Bren School of Environmental Science & Management.
В 2000 году член Института перспективных исследований в Принстоне и старший приглашённый фелло Принстонского университета.
С 1996 года член редакционной коллегии по обзорам Science, в 1990—1994 годах член редколлегий Acta Oecologica и American Naturalist.
Член Американской академии искусств и наук (1995), фелло Американской ассоциации содействия развитию науки (1985) и Экологического общества Америки (2012).
Почётный член Британского экологического общества (2013).
Почётный профессор Китайского сельскохозяйственного университета в Пекине (2007).
Автор более 250 научных работ, включая более 30 в Science, Nature и PNAS, 2 книг.

## Награды и отличия
- Гуггенхаймский стипендиат (1984-85)
- William S. Cooper Award, Экологическое общество Америки (1989)
- Pew Fellows Program in Conservation and the Environment, Marine Fellow, Pew Charitable Trusts[англ.] (1995—1998)[11]
- Robert H. MacArthur Award[англ.], Экологическое общество Америки (1996)
- Centennial Award, Ботаническое общество Америки (2006)
- Princeton Environmental Prize (2006)
- Международная премия по биологии (2008)
- Премия Хейнекена (2010)
- Медаль Александра фон Гумбольдта, высшая награда International Association for Vegetation Science[англ.] (2013)
- Премия Бальцана (2014)[12]
- Ramon Margalef Prize in Ecology[англ.] (2014)[13]
- BBVA Foundation’s Frontiers of Knowledge Award (2014)[14]
- Премия «Голубая планета» (2020)
- Национальная научная медаль США (2025)[15]